# Nějak se to komplikuje
Nějak se to komplikuje (v anglickém originále It's Complicated) je americká filmová romantická komedie napsaná a režírovaná Nancy Meyersovou v hlavních rolích s Meryl Streepovou, Alecem Baldwinem a Stevem Martinem.

## Děj
Jane Adlerová je samostatná rozvedená žena, která vlastní úspěšné pekařství v Santa Barbaře. Po 10 letech oddělení a poté, co její 3 děti dospějí, má konečně dobrý vztah se svým exmanželem Jakem, úspěšným právníkem, jenž se znovu oženil s o mnoho let mladší Agness.
Jane a Jake navštíví promoci svého syna Lukea v New Yorku. Společná večeře vyústí v poměr, který z Jane dělá "tu druhou ženu". Část Jane ví, že je to špatné, protože Jake je stále ženatý s Agness, s níž se pokouší o dítě, druhá část si ale postavení "druhé ženy" užívá a pokračuje v poměru s Jakem i v Santa Barbaře. Jake si pouze užívá tajný sex, ale zároveň cítí nostalgii po životě, který žil s Jane – její vaření a to, že byl nablízku svým dětem. Přemýšlí, zda by nebylo lepší zestárnout s Jane a ne zakládat novou rodinu s Agness.
Místo jedné z pravidelných návštěv kliniky kvůli vyšetření své plodnosti, které mu naplánovala Agness, jde Jake raději na oběd s Jane. Jdou společně do hotelu a tam je spatří Harley, snoubenec jejich dcery Lauren. Ten zůstane diskrétní, a tak se Janiny a Jakeovy děti nic o jejich vztahu nedozví. Nic neví také Agness, protože Jake s ní má stále sex, pokud o něj sama požádá, její pětiletý syn Pedro ale Jakea podezírá poté, co ho přistihne, jak telefonuje z koupelny.
Komplikací pro Jakea, aby znovu získal Jane, je Adam Schaffer, architekt, kterého Jane najala, aby přestavil její dům, a který se rovněž do Jane zamiloval. Jane Adama pozve na Lukeovu party na oslavu promoce poté, co Jake nepřijde na domluvenou večeři. Než ji vyzvedne, začne Jane kouřit jointa, kterého předtím dostala od Jakea. Na party ho kouří i Adam. Jake začne žárlit, když je vidí v dobré náladě, ale pak kouří marihuanu taky. Agness potom vidí Jane a Jakea, jak spolu tancují a začne být podezíravá. Když z party odcházejí, Adam má hlad, a tak jedou do Janiny pekárny, kde upečou čokoládové croissanty.
Jake v noci opustí Agness a přijede k Jane. Ta ho odmítá, ale na naléhání dětí jej nechá chvíli přebývat ve svém domě. Shodou náhod zjistí Adam přes webovou kameru pravdu o vztahu Jane a Jakea a raději se s Jane rozejde, aby si nezlomil srdce. Vše zjistí také děti Jane a Jakea. Nejsou z toho šťastné, protože se stále vzpamatovávají z jejich rozvodu. Jane jim ale řekne, že se k sobě nevracejí. Jake potom odjede, stejně jako děti, ty odjedou do domu Harleyho a Lauren. Jane se s nimi potom usmíří. Když se Jane vrátí domů, je tam Jake. Promluví si spolu a přátelsky se rozejdou.
Film končí, když se Adam vrací do Janina domu kvůli jeho přestavbě. Na úplném konci společně se smíchem vcházejí do Janina domu.

## Obsazení
| Meryl Streepová      | Jane Adlerová   |
| Alec Baldwin         | Jake Adler      |
| Steve Martin         | Adam Schaffer   |
| John Krasinski       | Harley          |
| Lake Bell            | Agness Adlerová |
| Mary Kay Place       | Joanne          |
| Rita Wilsonová       | Trisha          |
| Alexandra Wentworth  | Diane           |
| Hunter Parrish       | Luke Adler      |
| Zoe Kazan            | Gabby Adlerová  |
| Caitlin Fitzgerald   | Lauren Adlerová |
| James Patrick Stuart | Dr. Moss        |
| Blanchard Ryan       | Annalise        |
| Michael Rivera       | Eddie           |
| Robert Curtis Brown  | Peter           |
| Peter Mackenzie      | Dr. Alan        |
| Rosalie Ward         | Alex            |

## Výroba
V květnu 2008 Nancy Meyersová souhlasila s projektem Universal Studios, který napíše, zrežíruje a spolu se Scottem Rudinem bude produkovat. Obsazování rolí začalo v roce 2008, jednání s Meryl Streep a Alecem Baldwinem začalo v srpnu, Steve Martin se přidal v říjnu. Další herci byli do snímku obsazeni během roku 2009.
Natáčení snímku probíhalo od dubna do srpna 2009.

## Ohlas
Snímek se od filmové kritiky dočkal smíšených reakcí. Server Rotten Tomatoes na základě 164 kritických hodnocení uvedl, že 57 % z nich je kladných. Server Metacritic na základě 30 hodnocení uvádí rovněž 57 %.
Snímek získal tři nominace na Zlatý glóbus a to v kategoriích nejlepší herečka ve filmovém muzikálu nebo komedii (Meryl Streep), nejlepší filmový muzikál nebo komedie a nejlepší scénář. Alec Baldwin byl zase nominován v kategorii Nejlepší mužský herecký výkon ve vedlejší roli na cenu BAFTA.